# Lebenshilfe Region Judenburg

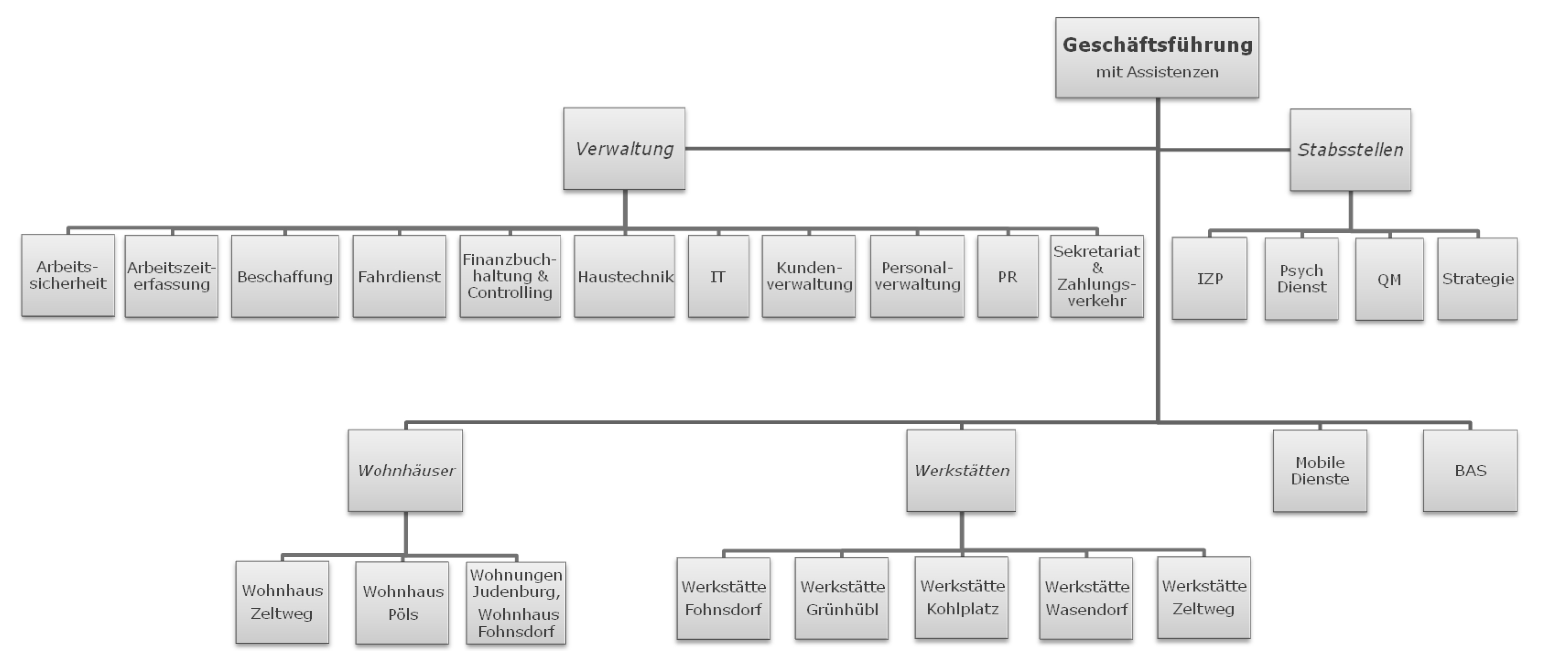
Organigramm der Lebenshilfe Region Judenburg Gemeinnützige GmbH

Die Lebenshilfe Region Judenburg ist eine Einrichtung für Menschen mit Behinderung(en) und wurde im Jahr 1976 von einer Gruppe betroffener Eltern als erste unabhängige Bezirkseinrichtung in der Steiermark als Verein gegründet. Sie ist Mitglied der Lebenshilfe Steiermark, die Mitglied der Lebenshilfe Österreich ist.
Seit 1. Jänner 2008 sind die Dienstleistungsbetriebe (ausgenommen Restaurant „Neuer Marktwirt“ und Sonderpädagogisches Zentrum Judenburg) eine gemeinnützige GmbH. Der Verein ist Gesellschafter der GmbH.

## Geschichte
Der Verein wurde im Jahr 1976 gegründet. Helga Harb-Schmid baute zusammen mit Angehörigen von Menschen mit Behinderungen das Tagesheim Maria Buch, das 1979 eröffnet wurde. Der Bau wurde durch freiwillige Arbeitsstunden und mit Hilfe von Spendengeldern im Pfarrheim unterstützt.
Im Jahr 1981 wurde durch die Jungeltern-Initiative ein Projekt zur Frühförderung von Kleinkindern und Aufbau eines Heilpädagogischen Kindergartens in Judenburg gestartet.
1983 konnte ein Rohbau am Christophorusweg in Judenburg angekauft werden, das Zweifamilienhaus wurde in 7000 freiwilligen Arbeitsstunden und durch Förderung der steiermärkischen Landesregierung zu einem Wohn- und Tagesheim ausgebaut. 1986 konnte Landeshauptmann Josef Krainer die Eröffnung des Wohnhauses mit zwölf Wohnplätzen feiern. Zu dieser Zeit waren insgesamt 31 Menschen in der Obhut von 12 Betreuern. Bereits ein Jahr später wurden zwei Wohnungen gekauft und als zusätzliche Werkstätten verwendet.
1992 wurde die der Werkstätte Grünhübl gegründet. Die Bewohner werden dort an Beschäftigungsprozesse herangeführt. Heute befinden sich am Standort die Anlehre zum qualifizierten Hauswirtschaftshelfer, sowie eine basale Gruppe und eine ALTernativgruppe, in der speziell auf Bedürfnisse von älteren Menschen eingegangen wird. 1992 wurden auch die beiden Werkstätten in den Wohnungen zu Wohnbereichen für sechs Menschen umgebaut.
Da immer mehr Menschen einer Wohnversorgung bedürfen, wurden von 1992 bis 2003 weitere Wohnungen in unmittelbarer Nähe des Wohnhauses am Christophorusweg angekauft.
Im Jahr 1996 wurde die Anlehrwerkstätte Projekt „T“ (jetzt Werkstätte Wasendorf) gegründet.
In einer Tageswerkstätte in Wasendorf werden in drei Leistungsgruppen Menschen im Tischlerhandwerk ausgebildet. Der Lehrstoff ist dem Lehrplan der Landesberufsschule für Tischler angepasst.
Im Zentrum von Fohnsdorf entstand 2000 im Haus eines Kunden, Christian Gressl, eine Werkstätte als Außenstelle von Grünhübl. Das Credo lautet: Annäherung an normalisierte Arbeitsbedingungen.
Das bisher größte Einzelprojekt wird im Ortsteil Kohlplatz der Gemeinde Eppenstein umgesetzt. Hier werden Menschen mit Behinderungen zu Gehilfen für Gartenbau und Küche ausgebildet. Der Start erfolgte 2001 als Anlehrbetrieb Gala-Bau mit 24 Kunden, auch die Basale Gruppe findet dort ihre Arbeitsstätte. In weiterer Folge wird in diesem Standort auch die Anlehre als individuelle Qualifizierungsmaßnahme angeboten. Im Jahr 2002 folgte die Erweiterung auf 30 Plätze. Heute bietet die Werkstätte Kohlplatz 36 Kunden Platz.
Der Standort Kunst & Dienstleistung (jetzt Werkstätte Fohnsdorf) wurde am 1. Dezember 2003 mit 24 Menschen in Betrieb genommen. Leistungsorientierte Arbeiten in Form von mobilen und stationären Dienstleistungen sowie anspruchsvolles Kunsthandwerk (Tiffany-Arbeiten) stehen im Ausbildungs- und Beschäftigungsprogramm.
Das Gresslhaus wird seit 2004 ausschließlich als Wohnhaus genutzt. Christian Gressl verbleibt in seiner Wohnung im 1. Stock. Im Parterre entstanden zwei Kleinwohnungen mit Garten mit hohem Qualitätsstandard.
Im gleichen Jahr wird das Wohnhaus Pöls eröffnet. In einem Mehrparteienhaus in der Burgogasse bietet die Lebenshilfe Vollzeitbetreutes Wohnen, teilzeitbetreutes Wohnen und Trainingswohnungen für Kunden an. Es wird die Selbstständigkeit, Selbstbestimmung und Selbstverantwortung gefördert und die Bewohner werden beim Erlernen und Bewältigen von lebenspraktischen Fertigkeiten, beim Erwerb und der Ausweitung ihrer sozialen Kompetenz sowie bei der Integration in ihr soziales Umfeld unterstützt. Dieses Objekt wurde von der Lebenshilfe Judenburg angemietet, man hat somit die Möglichkeit des neuen Behindertengesetzes genutzt.
2006 wurde die Werkstätte Zeltweg als Ersatz für den Standort in Maria Buch eröffnet. Das Beschäftigungsangebot beinhaltet heute die Arbeit in der Keramikwerkstätte oder der Weberei. Kunden haben außerdem die Möglichkeit, eine Anlehre zum Gebäudereiniger zu absolvieren. Auch eine Basale Gruppe und eine ALTernativgruppe gibt es am Standort.
Mit 1. Jänner 2008 wurden alle Dienstleistungsbetriebe (ausgenommen Arenablick (jetzt Neuer Marktwirt) und Sonderpädagogisches Zentrum Judenburg) in eine gemeinnützige GmbH eingebracht, der Verein fungiert als Gesellschafter. Der Sitz der neuen Gesellschaft Lebenshilfe Region Judenburg ist die Zentrale Verwaltung in Fohnsdorf, die 2005 von Judenburg ins Siemensgebäude nach Fohnsdorf umgezogen war.
Im Frühjahr 2011 eröffnete das Restaurant „Neuer Marktwirt“ in Judenburg. Die integrativen Lehrlinge werden in zwei Varianten (verlängerbare Lehre oder Teilqualifizierungslehre) in den Berufsbildern Koch und Restaurantfachmann ausgebildet.
Im Jänner 2012 erschien das Buch 35 Jahre Lebenshilfe Bezirk Judenburg. Darin schildern (ehemalige) Vorstandsmitglieder, Eltern, ehrenamtliche Helfer, Mitarbeiter und Kunden ihre Erlebnisse.
Nach einer Bauzeit von nur acht Monaten wurde im Mai 2014 das neue Wohnhaus in Zeltweg eröffnet. Es dient als Ersatz für das in die Jahre gekommene Wohnhaus in Judenburg. Am neuen Standort werden alle Leistungsarten nach den Richtlinien des Steiermärkischen Behindertengesetzes angeboten. Außerdem sind in der Planung alle bisher bekannten Richtlinien der zukünftigen Leistungsart „Alter mit Behinderung“ berücksichtigt worden.
Nach Umbau des ehemaligen Wohnhauses in Judenburg, übersiedelte die Zentrale Verwaltung (Geschäftsführung, Assistenzen, Sekretariat, Buchhaltung, Personalwesen, Einkauf, Öffentlichkeitsarbeit) im September 2014 von Fohnsdorf nach Judenburg. Das ehemalige Wohnhaus bietet außerdem Platz für das Vereinsbüro, die Informationsstelle „nicht allein“ und die mobilen Dienste.
Im Mai 2015 eröffnete die Lebenshilfe Region Judenburg in Zusammenarbeit mit Nah & Frisch einen Nahversorger im Ortsteil Murdorf. Neben den wirtschaftlichen Gedanken der finanziellen Unabhängigkeit und der Arbeitsplatzschaffung steht der Gedanke der Inklusion im Vordergrund des Projektes.
Quelle:

## Leitbild
„Alle Menschen sind frei und gleich an Würde und Rechten geboren.“

Dieses Prinzip der Menschenrechtsdeklaration gilt uneingeschränkt für Menschen mit Behinderung,
sie sind gleichberechtigte und gleichwertige Mitglieder der Gesellschaft
und haben ein Recht auf Lebensqualität wie alle anderen Bürger auch.
Der Verein widmet sich diesem Ziel.

## Arbeit und Beschäftigung
Die Lebenshilfe Region Judenburg bietet Menschen mit besonderen Bedürfnissen Arbeits- und Beschäftigungsmöglichkeiten in mehreren Werkstätten. Das Projekt Berufsausbildungsassistenz (BAS) konzentriert sich darauf, benachteiligte Jugendliche bei der Absolvierung einer Lehre oder Ausbildung zu unterstützen. Im Restaurant „Neuer Marktwirt“ können lernschwache Menschen eine auf sie abgestimmte Ausbildung im Bereich Gastronomie absolvieren.
Mit der sogenannten Anlehre bietet die Lebenshilfe Region Judenburg eine steiermarkweit einzigartige individuelle Qualifizierungsmaßnahme zum „qualifizierten Gehilfen“ / zur „qualifizierten Gehilfin“ an. Als Ausbildungsinhalt wird der Lehrstoff in Theorie und Praxis des betreffenden Berufes herangezogen und dem Leistungsniveau des Anlehrlings angepasst. Mit dem Ziel der Vermittlung eines Arbeitsplatzes werden die Anlehrlinge von Jobcoaches bei externen Firmenpraktika begleitet.

### Werkstätte Grünhübl

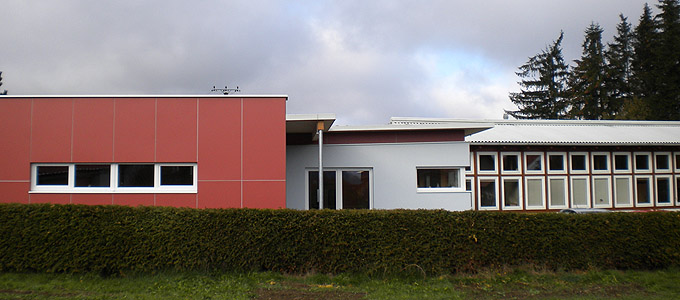
Neuer Zubau der Werkstätte Grünhübl, in dem sich die Wäscherei befindet

Im Jahr 1992 wurde mit dem Standort Grünhübl die damals zweite Werkstätte der Lebenshilfe Region Judenburg in Betrieb genommen. Ursprünglich als Tischlerei und Kreativwerkstätte geplant, kamen später Wirtschafts- und Produktionsgruppen sowie Fördergruppen für basale und mobile Angebote hinzu. Die Tischlerei wurde an die Werkstätte Wasendorf ausgegliedert. Seit September 2011 gibt es die Möglichkeit einer Anlehre zum qualifizierten Hauswirtschaftshelfer.

### Werkstätte Wasendorf

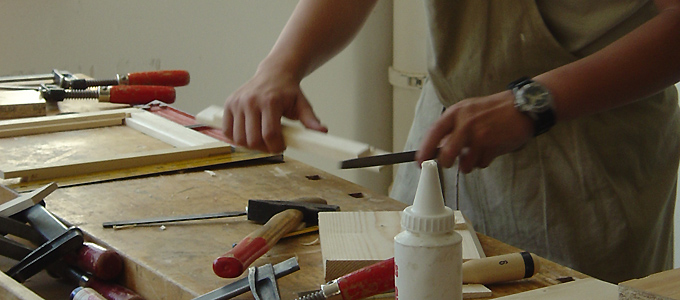
Tischlerarbeiten in der Werkstätte Wasendorf

In der 1996 errichteten Werkstätte Wasendorf können Menschen mit einer Behinderung Teilbereiche des Berufs Tischler zu erlernen.
Im Rahmen eines fünfjährigen Programms werden die Jugendlichen zum qualifizierten Tischlerhelfer / zur qualifizierten Tischlerhelferin ausgebildet und haben so die Möglichkeit, anschließend in einem holzverarbeitenden Betrieb zu arbeiten.
Alternativ zur Integration am Arbeitsmarkt besteht für die Jugendlichen auch die Möglichkeit, nach abgeschlossener Ausbildung weiter im geschützten Rahmen der Lebenshilfe Region Judenburg einem geregelten Arbeitsalltag nachzugehen.

### Werkstätte Kohlplatz (Gala-Bau)

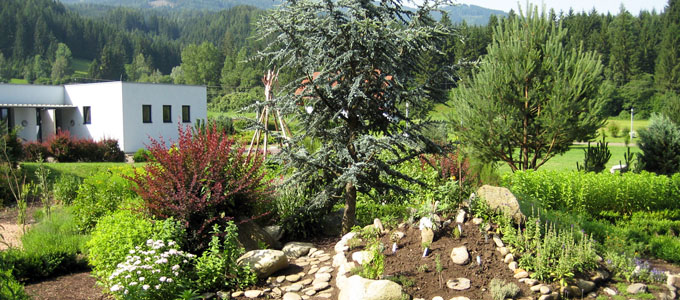
Der Sinnesgarten der Werkstätte Kohlplatz (Gala - Bau)

Der Standort Kohlplatz (Gala-Bau) bietet 36 Menschen mit Behinderung die Möglichkeit einer Beschäftigung beziehungsweise Betreuung in unterschiedlichen Bereichen. Die Werkstätte hat den Status einer Lehrlingsausbildungsstätte, so dass man in der Lage ist, Lehrlinge im Rahmen der integrativen Berufsausbildung auszubilden.
Neben der Möglichkeit einer Anlehre im Küchen- oder Gartenbereich bietet diese Werkstätte eine ganz besondere Therapie an: den so genannten Sinnesgarten. Der Sinnesgarten wurde als Projekt des Standortes, insbesondere der Gartengruppe, gestaltet und soll den eigenen Kunden sowie der Öffentlichkeit (zum Beispiel Schulen und Kindergärten) zugänglich gemacht werden. In der basalen Gruppe finden auch Menschen mit schweren geistigen und körperlichen Einschränkungen individuelle Betreuung und Unterstützung.

### Werkstätte Fohnsdorf

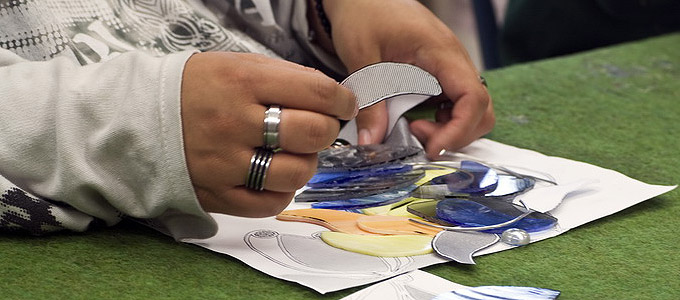
Herstellung von „Tiffany“-Produkten in der Werkstätte Fohnsdorf

Mit der Werkstätte Fohnsdorf schuf die Lebenshilfe Region Judenburg weitere Beschäftigungs-, Arbeits- und Qualifizierungsangebote.
Am Standort können Dienstleistungen, als auch Kunsthandwerk in der Kunstglaserei angeboten werden. Eine kreativ-produktive Beschäftigungstherapiegruppe existiert ebenfalls.

### Werkstätte Zeltweg

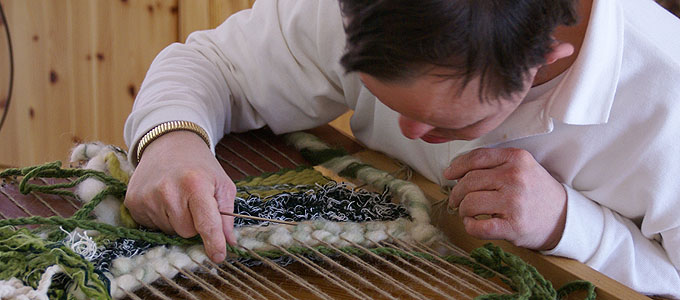
Kunde beim Arbeiten in der Weberei der Werkstätte Zeltweg

Am Standort Zeltweg werden 24 Menschen mit Behinderung betreut.
Das Beschäftigungsangebot beinhaltet die Arbeit in der Keramikwerkstätte oder der Weberei. Eine Anlehre zum Gebäudereiniger kann absolviert werden. In der basalen Gruppe und der ALTernativgruppe wird speziell auf die besonderen Bedürfnisse der Teilnehmer eingegangen.

### Restaurant „Neuer Marktwirt“
Das Projekt Neuer Marktwirt wird vom Sozialministeriumservice Landesstelle Steiermark gefördert, wobei der Verein Lebenshilfe Region Judenburg die Trägerschaft übernommen hat. Erklärte Zielsetzung ist es, benachteiligte Jugendliche in einer zukunftsträchtigen und zukunftssicheren Sparte wie der Gastronomie für den ersten Arbeitsmarkt auszubilden.
In die Zielgruppe fallen:
- Menschen mit Behinderungen im Sinne des Behinderteneinstellungsgesetzes
- Personen mit einem Bescheid nach Landesbehindertengesetz
- Personen, die einen Grad der Behinderung von mindestens 30 % aufweisen (nur nach ausdrücklicher Zustimmung vom Bundessozialamt)
- Nicht österreichische Staatsbürger aus dem Europäischen Wirtschaftsraum oder Flüchtlinge, die einen Grad der Behinderung von mindestens 30 % aufweisen und ihren dauernden Aufenthalt in Österreich haben (nur nach ausdrücklicher Zustimmung vom Bundessozialamt)
- Jugendliche im Alter zwischen 15 und 24, die lernbehindert sind oder soziale oder emotionale Beeinträchtigungen aufweisen, welche aber später in den ersten Arbeitsmarkt integriert werden können (nur nach ausdrücklicher Zustimmung vom Bundessozialamt)
- Jugendliche im Alter zwischen 15 und 24, die lernbehindert sind oder soziale oder emotionale Beeinträchtigungen aufweisen, welche aber voraussichtlich die Hälfte der Produktivität einer Normalarbeitskraft erreichen werden (nur nach ausdrücklicher Zustimmung vom Bundessozialamt)

Im Neuen Marktwirt, der ursprünglich als Restaurant Arenablick mit Mai 2005 in Betrieb ging, wird eine Ausbildung im geschützten Rahmen ermöglicht. Zur Auswahl stehen die Lehrberufe Koch/Köchin und Restaurantfachmann/-frau, entweder als verlängerte Lehre nach BAG § 8b1 oder als Teilqualifizierungslehre nach BAG § 8b2. Neben der Ausbildung von Lehrlingen werden auch Transitkräfte im Restaurant Arenablick beschäftigt. Besonderes Augenmerk wird auf die Eingliederung in den ersten Arbeitsmarkt gelegt.

### Nah & Frisch Murkauf
Mit dem Nahversorger im Herzen von Murdorf setzt die Lebenshilfe Region Judenburg ein neuartiges Konzept um. Einerseits werden Arbeitsplätze für nichtbehinderte Erwachsene geschaffen, andererseits wird eine Beschäftigung von Menschen mit Behinderungen unter realen Arbeitsbedingungen ermöglicht. Das Projekt ist gelebte, praktische und geforderte Umsetzung des Inklusionsgedankens für alle Beteiligten.

## Wohnformen und Mobile Dienste
Aufgabe der Lebenshilfe Region Judenburg ist es auch, Menschen mit Behinderung ein normales, gesellschaftsübliches Zuhause zu bieten. In insgesamt drei Wohnhäusern und derzeit neun Wohnungen werden verschiedene Formen von betreuten Wohnformen zur Verfügung gestellt. Zusätzlich gibt es die Mobilen Dienste, die eine Betreuung zu Hause oder in einer eigenen Wohnung ermöglichen.
Folgende Wohnformen werden durch die Lebenshilfe Region Judenburg derzeit betreut:
- Vollzeitbetreutes Wohnen
- Teilzeitbetreutes Wohnen
- Trainingswohnungen
- Mobile Dienste